# Cratere Grildrig
Grildrig è un cratere sulla superficie di Fobos.